# El Jorullo
Az El Jorullo (vagy Jorullo) egy újkori keletkezésű vulkáni kúp a mexikói Michoacán államban.

## Keletkezése
1759 nyarán a vulkán még nem létezett, helyén az Andrés Pimentel tulajdonában álló San Pedro de Jorullo hacienda mezőgazdasági területei feküdtek, amelyek híresek voltak jó termőképességükről. Főként gyümölcsöt, cukornádat és indigót termeltek itt. Júniusban a környéken dolgozó parasztok kénes szag terjengését észlelték, valamint a föld alól jövő morajlásra és kisebb földmozgásokra lettek figyelmesek, amelyek azonban néhány hónap múlva megszűntek. Az hacienda tulajdonosa értesítette a pátzcuarói Isidoro Molina atyát, aki a helyszínre érkezve vizsgálatokat végzett, és megállapította, hogy vulkáni tevékenységről van szó. A szeptember 28-ról 29-re virradó éjjel a morajlás hirtelen visszatért, de ezúttal sokkal erősebb volt, és a föld is erősen rengeni kezdett. A rémült indiánok, akik a távolabbi hegyekben már korábban felépítették menedékhelyeiket, most oda menekültek, miközben megszületett az új tűzhányó, amely ezután körlübelül négy hónapig aktívan működött. A következő években az aktivitás alábbhagyott, bár a kráterből továbbra is szállt fel füst, és újabb repedések is keletkeztek a talajban. A területen húzódó két patak, a Cuitima és a San Pedro a vulkán kialakulása után a föld alá került, vizük ma 52 °C-osan gejzír formájában tör a felszínre. A környék mezőgazdasági területei a hamueső következtében megsemmisültek.
A helyiek közül sokan a vulkán keletkezését isteni büntetésnek tartották a környék lakóinak bűneiért és az hacienda tulajdonosának kapzsiságáért. 1759. november 19-én Pedro Anselmo Sánchez de Tagle michoacáni püspök elrendelte, hogy imádkozzanak isten könyörületéért. A következő hónapokban számos körmenetet tartottak, amelyek egy része könyörgéssel (litániák felolvasásával, rózsafüzér-imákkal), más részük vezekléssel (például önkorbácsolásokkal) telt.

## Leírás
Az El Jorullo Mexikó és Michoacán állam középső részén található a Vulkáni-kereszthegység területén. Közigazgatásilag Ario és La Huacana községekhez tartozik. Legmagasabb pontja 1220–1240 méterrel emelkedik a tenger szintje fölé, alakja szinte szabályos kúp, kráterének átmérője 400 méter körül van, mélysége 150 méter. Északkelet–délnyugati irányban vonalba rendeződve négy kisebb mellékkúp figyelhető meg rajta.
Területét a 2003–2008 közti állami fejlesztési terv időszakában védetté nyilvánították.

## Régi rajzok a vulkánról

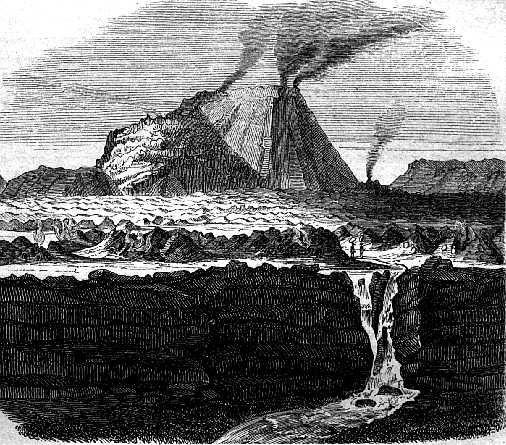
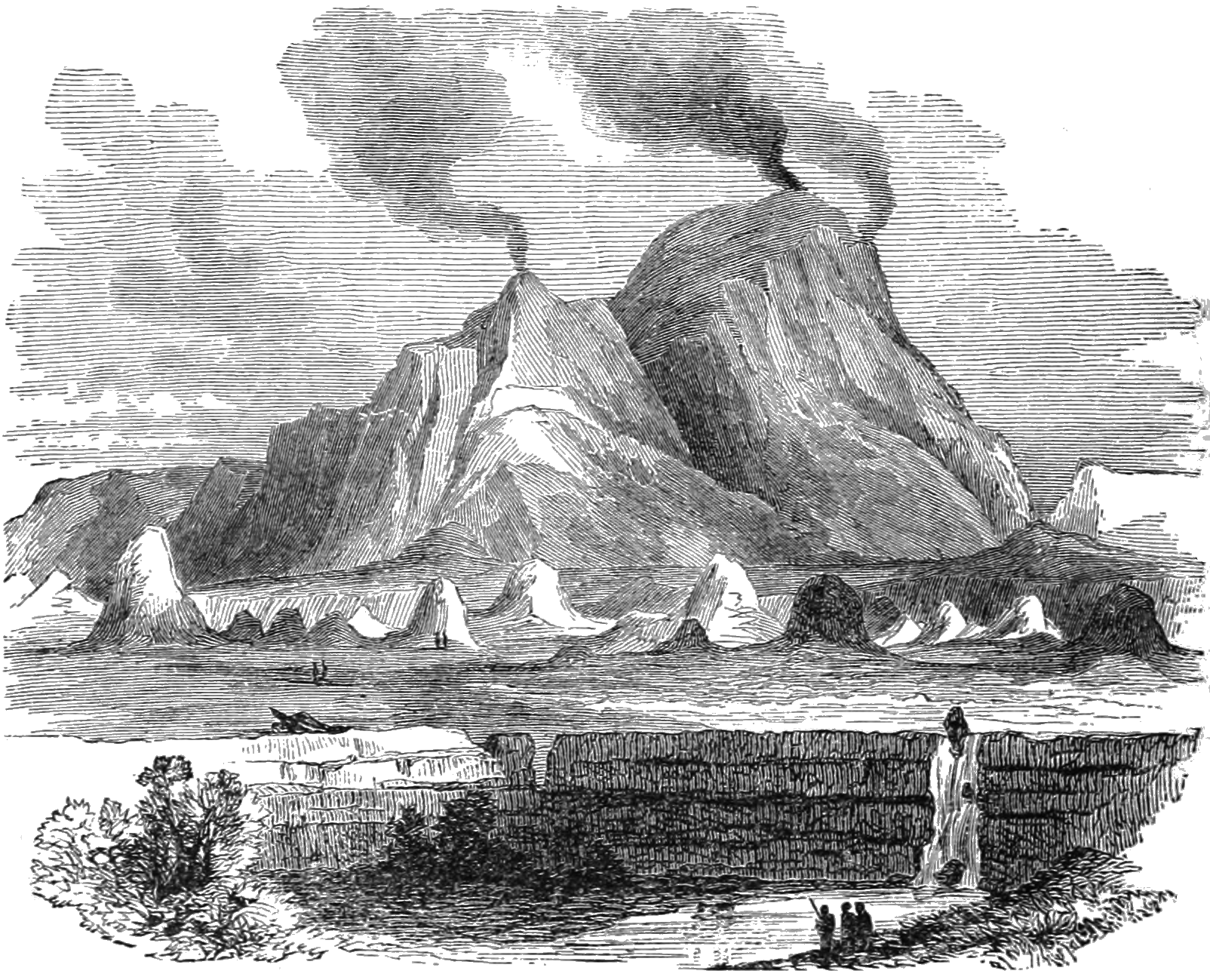